# Краљевство вртова Десау-Верлиц
Краљевство вртова Десау-Верлиц је један од првих и највећих енглеских вртова у Немачкој и континенталној Европи. Настао је у касном 18. веку под покровитељством војводе Леополда III од Анхалт-Десауа (1740-1817). Он се вратио са велике турнеје по Италији, Холандији, Енглеској, Француској и Швајцарској где се инспирисао вртовима. Креирао их је заједно са својим пријатељем архитектом Фридрихом Вилхелмом фон Ердмансдорфом. Обојица су била под јаким утицајем идеја просветитељства и хтели су да превазиђу стил формалних паркова (француски врт) из доба барока. Користили су примере натуралистичких пејзажа из вртвова у Сторхеду и Ерменонвилу. 
Филозофија Жан-Жака Русоа и естетика Јохана Јоакима Винкелмана су представљали основу за уређење паркова. Русо је видео основу свакодневног живота у пољопривреди и истицао је образовну функцију природних пејзажа. Стога не изненађује да је најелегантнији део парка „Русоово острво“ које подражава изглед острва у Ерменонвилском парку где је филозоф сахрањен. 
Данас се културни пејзаж Десау-Верлиц протеже на површини од 142 км², у оквиру Резервата биосфере средња Елба у немачкој покрајини Саксонија-Анхалт.

## Галерија
- Дворац Георгијум
- Замак Мозигау
- Маузолеј
- Замак Гроскинау
- Дворац Верлиц
- Готичка кућа